# Марони (река, Южна Америка)
Марони или Маровейне (на френски: Maroni; на нидерландски: Marowijne) е река в северната част на Южна Америка, протичаща по цялото си протежение по границата между Суринам на запад и Френска Гвиана на изток, вливаща се в Атлантическия океан. Дължината ѝ е 612 km, а площта на водосборния басейн – 65 830 km².
Река Марони води началото си на 102 m н.в., под името Лава от северните склонове на ниската планина Сера Тумукумаки, разположена в източната част на Гвианската планинска земя. След сливането си с идващата отдясно река Маруни, вече под името Марони тече предимно в северна посока, по северните хълмисти склонове на Гвианската планинска земя, сред гъсти и влажни екваториални гори, като образува множество бързеи и прагове. След устието на най-големия си приток Тапанахони (ляв) навлиза в Гвианската низина, където става голяма река с бавно и спокойно течение. Влива се в Атлантическия океан чрез естуар. Основни притоци: леви – Литани, Гонини (100 km), Тапанахони (367 km, най-голям); десни – Маруни (245 km), Томпок (268 km), Инини (215 km), Абунами (159 km), Спаруин. Подхранването ѝ е предимно дъждовно и почти целогодишно е пълноводна. Плавателна е за плитко газещи речни съдове в долното си течение до френското градче Апату, откъдето нагоре са разположени непреодолими да корабоплаването бързеи и прагове.